# 尼科西亞奧林比亞高斯
尼科西亞奧林比亞高斯（希腊语: Ολυμπιακός Λευκωσίας, Olympiakos Lefkosias），是塞浦路斯首都尼科西亚的一个足球俱乐部。俱乐部成立于1931年，是塞浦路斯足球协会的创世成员。尼科西亚奥林匹克曾经 3 次夺得国内甲级联赛冠军，1 次塞浦路斯盃，1 次塞浦路斯超级盃。
球队主场位于GSP體育場。该俱乐部还有田径、篮球、排球、自行车、室内足球、乒乓球等项目运动队。

## 外部連結
- (el) Official website （页面存档备份，存于）
- (el) Official Fans website